# Mannen med handsken
Mannen med handsken är en oljemålning av den italienske renässanskonstnären Tizian. Den målades omkring 1520 och ingår i Louvrens samlingar i Paris.
Tizian fick stor betydelse för porträttmåleriets utveckling under 1500-talet. Efter Rafaels död blev Tizian tidens mest eftertraktade porträttkonstnär och var efterfrågad vid flera europeiska hov. Han utvecklade porträttmåleriet från bystbilder till trekvarts- eller helfigursporträtt, till exempel i Porträtt av den venetianske målaren Giovanni Bellini (1512), La Bella (1536) och Kejsar Karl V vid Mühlberg (1548). 
Den stora efterfrågan på hans porträtt är lätt att förstå när man ser den drömmande innerligheten och de mjuka konturerna och djupa skuggorna i detta porträtt. Försjunken i sina tankar tycks den unga mannen vara helt omedveten om oss; den lätta melankolin i hans ansikte för tanken till den poetiska stämningen i Stormen, målad av Tizians mentor Giorgione.
Det är okänt vem mannen på bild är. Däremot kan man följa tavlans ägare genom åren bland Europas kungahus, först ägdes den av familjen Gonzaga. Den förvärvades 1627 av Karl I av England och senare av Ludvig XIV av Frankrike. Efter franska revolutionen överfördes målningen från Versailles till Louvren där den är utställd idag.